# Shi Jun
Shi Jun (* 9. Oktober 1982 in Dalian) ist ein chinesischer ehemaliger Fußballspieler, er spielte auf der Position eines Stürmers. 
Shi Jun begann mit 5 Jahren, Fußball zu spielen. Schon in jungen Jahren schaffte er den Sprung ins Reserveteam von Dalian Wanda, jedoch gelang es ihm nicht sich hier durchzusetzen. Mit 16 Jahren wechselte Jun zu Changchun Yatai F.C., wo er erstmals als Stürmer spielte. 2000 wechselte er dann zu Yunnan Hongta, wo er 2002 sein Debüt in der Jia A gab. In der Folge wechselte er zu Chongqing Lifan, wo er regelmäßig eingesetzt wurde und sich einen Stammplatz im Sturm sichern konnte. Im Juli 2005 wechselte Jun als erster Chinese in die Super League zum BSC Young Boys. In Bern vermochte er sich lange Zeit nicht durchzusetzen, ehe ihm am 9. November 2006 gegen den FC Basel sein erstes Tor in einem Pflichtspiel gelang. In der Winterpause der Saison 2007/08 wechselte er zum FC Luzern. Nach drei Saisons in der Axpo Super League wechselte er in der Saison 2008/09 in seine Heimat zurück. Der Stürmer, der für die Young Boys und den FC Luzern in 48 Einsätzen vier Tore erzielte, schließt sich dem Erstligisten Chengdu Blades an.

## Vereine
Stand: Juni 2008
- Dalian Wanda
- Changchun Yatai F.C. 1998–2000
- Yunnan Hongta 2000–2003/04
- Chongqing Lifan 2003/04 – 2004/05 8 Spiele
- BSC Young Boys Super League 2005/06 13 Spiele – 1 Tor
- BSC Young Boys Super League 2006/07 13 Spiele – 3 Tore
- FC Luzern Super League Rückrunde 2007/08 14 Spiele – 1 Tor
- Chengdu Blades 2008/09

## Nationalmannschaft
Shi Jun kam bisher zu 5 Einsätzen in der chinesischen Fußballnationalmannschaft.